# District du Sud-Est

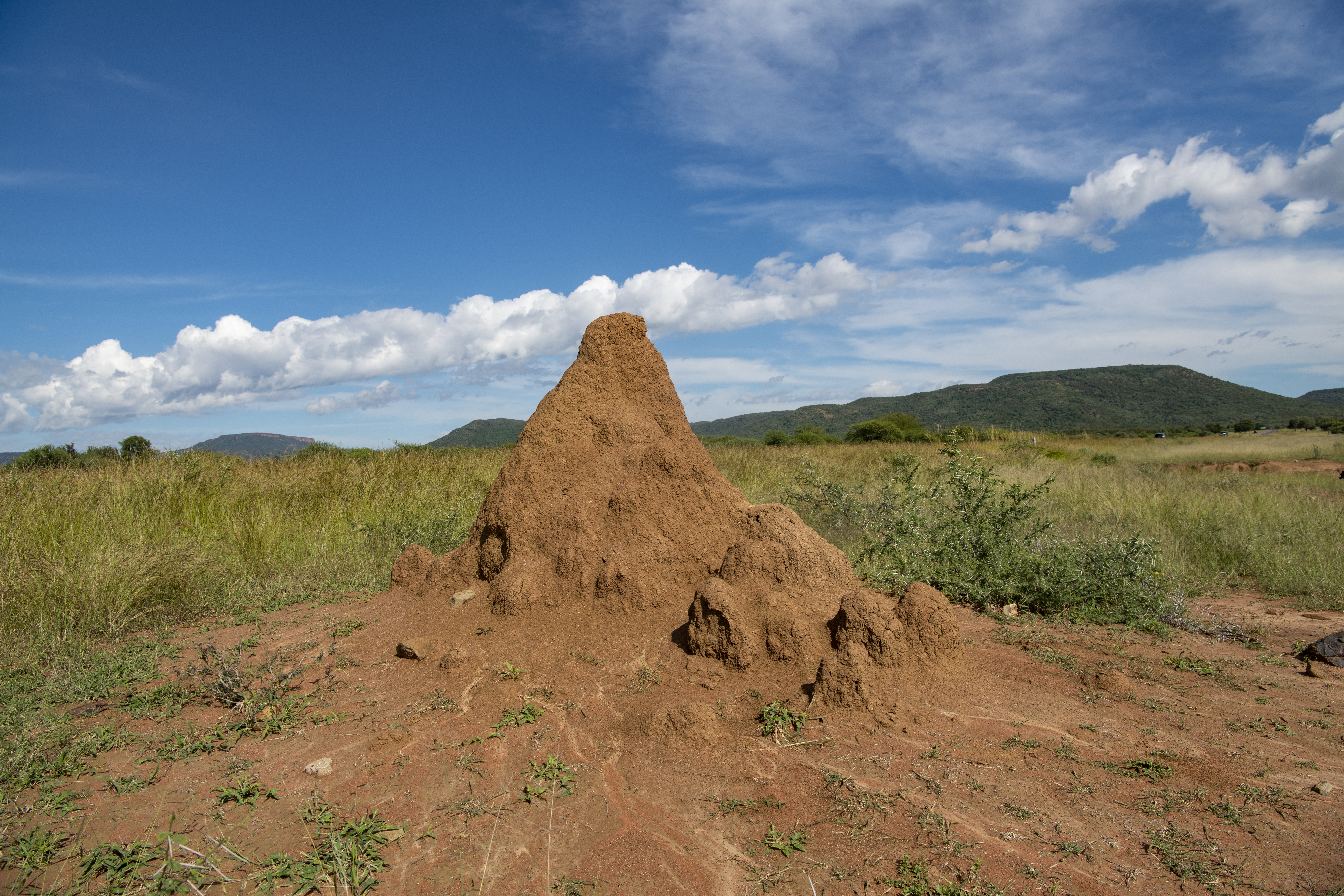
Termitière à Boatle.

Le district du Sud-Est est un district du Botswana. Il englobe la capitale Gaborone et son agglomération. C'est le plus petit district du Botswana.
Ses subdivisions sont Lobatse, South East et Gaborone City.

## Sous-districts
- Gaborone City
- Lobatse
- South East